# ローズ・マッゴーワン
ローズ・マッゴーワン（Rose McGowan、本名：Rose Arianna McGowan、1973年9月5日 - ）は、アメリカ合衆国の女優。

## プロフィール
イタリア・フィレンツェにて、アイルランド出身のアメリカ人の父親とフランス系アメリカ人の母親の間に生まれた。2人の兄弟と2人の姉妹がいる。両親がファミリー・インターナショナルのメンバーだったため、そのコミューンやヨーロッパを放浪して育った。10歳の時に両親の離婚に伴ってアメリカに移るが、その時は英語が話せなかったという。ワシントンで祖母と暮らし始め、その後ロサンゼルスに移る。
3歳からモデルとして働き、1992年に『原始のマン』の端役で映画初出演。1995年にグレッグ・アラキの『ドゥーム・ジェネレーション』で注目を集め、この作品でインディペンデント・スピリット・アワードの候補となる。2001年の『チャームド〜魔女3姉妹〜』では演技力が評価され、最強の魔女でありハリウェル姉妹の四女ペイジ・マシューズ役で主要レギュラーになる。途中、第7シーズン以降の番組制作に携わらないかとの誘いを受けローズは申し出を断るものの2006年までおよそ5年に渡って出演した。
2007年の自動車事故により負傷し、2009年にはリメイク版『レッド・ソニア』（Red Sonja）を撮影中に腕の状態を悪化させ、ひじの一部を切除した。これを遠因にこの企画は頓挫した。
2011年3月、エンターテイメント・トゥナイトのインタビューにおいて、自身のスタントマンを務めている日系人女性の家族が東日本大震災で行方不明となっていることについて、心を痛めていると語った。

### 私生活
15歳の時に法的に親から独立している。
1998年にマリリン・マンソンと婚約したが、3年後に破棄している。2007年に映画監督ロバート・ロドリゲスと婚約するも、こちらも2009年に婚約解消した。。

## 主な出演作品
| 公開年 | 邦題 原題                                                          | 役名               | 備考       |
| ------ | ------------------------------------------------------------------ | ------------------ | ---------- |
| 1992   | 原始のマン Encino Man                                              | ノラ               |            |
| 1995   | ドゥーム・ジェネレーション The Doom Generation                     | エイミー・ブルー   |            |
| 1996   | バイオドーム Bio-Dome                                              | デニス             |            |
| 1996   | スクリーム Scream                                                  | テイタム           |            |
| 1997   | インディアナポリスの夏/青春の傷痕 Going All the Way                | ゲイル・タイヤー   |            |
| 1997   | ノーウェア Nowhere                                                 | ヴァル・チック     |            |
| 1997   | ルイス&クラーク&ジョージ Lewis & Clark & George                    | ジョージ           |            |
| 1998   | パラノイア・デビー/血塗られた学園 Devil in the Flesh               | デビー             | ビデオ作品 |
| 1998   | ファントム Phantoms                                                | リサ・ペイリー     |            |
| 1998   | サウス・ボストン Southie                                           | キャシー・クイン   |            |
| 1999   | ハード・キャンディ Jawbreaker                                      | コートニー         |            |
| 2000   | ヘッド・ロック GO!GO!アメリカン・プロレス Ready to Rumble          | サシャ             |            |
| 2000   | スノー・ステーション The Last Stop                                 | ナンシー           |            |
| 2001   | モンキーボーン Monkeybone                                          | ミス・キティ       |            |
| 2001   | キリング・ヤード The Killing Yard                                  | リンダ             | テレビ映画 |
| 2002   | 恋するギャンブラー ～しあわせになるヒケツ教えます～ Strange Hearts | モイラ・ケネディ   |            |
| 2002   | STOMPの愛しの掃除機 Vacuums                                        | デビー             |            |
| 2005   | ELVIS エルヴィス Elvis                                             | アン＝マーグレット | テレビ映画 |
| 2006   | ブラック・ダリア The Black Dahlia                                  | シェリル           |            |
| 2007   | プラネット・テラー in グラインドハウス Planet Terror               | チェリー・ダーリン |            |
| 2007   | デス・プルーフ in グラインドハウス Death Proof                     | パム               |            |
| 2011   | コナン・ザ・バーバリアン Conan the Barbarian                       | マリーク           |            |
| 2011   | クリーパーズ・キラーズ 悪魔のまなざし Rosewood Lane                | ソニー・ブレイク   |            |

### テレビシリーズ
| 放映年    | 邦題 原題                                                  | 役名               | 備考          |
| --------- | ---------------------------------------------------------- | ------------------ | ------------- |
| 2001-2006 | チャームド〜魔女3姉妹〜 Charmed                            | ペイジ・マシューズ | 112エピソード |
| 2009      | NIP/TUCK マイアミ整形外科医 Nip/Tuck                       | テディ・ロウ       | 5エピソード   |
| 2011      | LAW & ORDER:性犯罪特捜班 Law & Order: Special Victims Unit | カサンドラ         | 1エピソード   |